# Nightjet
 (avril 2024).
Nightjet (NJ) est la marque commerciale des trains de nuit pour voyageurs gérés par les Chemins de fer fédéraux autrichiens (ÖBB). Ce service, lancé le 11 décembre 2016, a remplacé CityNightLine après l'annonce par la Deutsche Bahn de l'arrêt de leur exploitation,
Le réseau Nightjet fonctionne en Autriche, en Allemagne, en Belgique, en France, en Italie, aux Pays-Bas et en Suisse, ainsi qu'en Espagne à partir de 2024. Des coopérations existent avec d'autres pays (Croatie, Hongrie, Pologne, Slovaquie) avec du matériel roulant des pays respectifs, ces services roulant en tant qu'EuroNight et non Nightjet. Ils fonctionnent sous l'étiquette Partnerbahn (réseau partenaire).

## Réseau
Plusieurs niveaux de confort sont proposés : compartiments de 6 places assises, 4 ou 6 couchettes et 1 à 3 lits qui peuvent être réservés pour une utilisation privative (famille, groupe d'amis, personne seule).
Les prix minimum s’échelonnent de 29,90 € en place assise et 139,90 € en compartiment individuel petit déjeuner compris.
Des services de trains auto-moto-nuit (places-assises, couchettes ou compartiments-lits) sont proposés sur plusieurs relations au départ de l'Allemagne, de l'Autriche, de la Suisse, de l'Italie et de la Croatie.
Tous les trains Nightjet possèdent au moins une voiture adaptée munie d'un compartiment-couchettes pour accueillir les personnes à mobilité réduite. Tout le matériel est climatisé et apte à circuler à 200 km/h.
Le service applicable depuis le 13 décembre 2020 comporte 25 liaisons quotidiennes (sauf celles avec Bruxelles et Paris, qui ne circule que trois fois par semaine) plus deux liaisons saisonnières pour l'été.
| Numéro de Train                                   | Opérateur          | Itinéraire |
| ------------------------------------------------- | ------------------ | --- |
| NJ 446 NJ 447                                     | ÖBB                | Vienne - Linz - Innsbruck - Feldkirch - Bregenz                                                                         |
| NJ 464 NJ 465                                     | ÖBB                | Graz - Leoben - Innsbruck - Feldkirch - Zurich                                                                          |
| EN 414 + NJ 464 NJ 465 + EN 415                   | HŽ (Partnerbahn)   | Zagreb - Ljubljana - Villach - Innsbruck - Zurich                                                                       |
| NJ 466 NJ 467                                     | ÖBB                | Vienne - Linz - Salzbourg - Innsbruck - Zurich                                                                          |
| EN 462 EN 463                                     | MÁV (Partnerbahn)  | Budapest - Vienne - Salzbourg - Munich                                                                                  |
| EN 462 + NJ 466 NJ 467 + EN 463                   | MÁV (Partnerbahn)  | Budapest - Vienne - Salzbourg - Zurich                                                                                  |
| NJ 466 + NJ 499 + NJ 237 NJ 236 + NJ 498 + NJ 467 | ÖBB                | Vienne - Linz - Salzbourg - Venise                                                                                      |
| EN 463 + EN 499 + NJ 237 NJ 236 + NJ 498 + EN 462 | ÖBB                | Munich - Salzbourg - Villach - Venise                                                                                   |
| IC 337 + EN 462 + NJ 466 NJ 467 + EN 463 + EC 330 | CD (Partnerbahn)   | Prague - Salzbourg - Zurich                                                                                             |
| EN 463 + EN 499 EN 498 + EN 462                   | HŽ (Partnerbahn)   | Munich - Ljubljana - Zagreb                                                                                             |
| EN 463 + EN 499 + B 481 B 480 + EN 498 + EN 462   | HŽ (Partnerbahn)   | Munich - Opatija - Rijeka                                                                                               |
| NJ 471 NJ 470                                     | ÖBB                | Berlin - Magdebourg - Fribourg - Bâle - Zurich                                                                          |
| NJ 401 + NJ 471 NJ 470 + NJ 400                   | ÖBB                | Hambourg - Fribourg - Bâle - Zurich                                                                                     |
| NJ 490 NJ 491                                     | ÖBB                | Vienne - Linz - Hanovre - Hambourg                                                                                      |
| NJ 420 NJ 421                                     | ÖBB                | Innsbruck - Munich - Cologne - Amsterdam                                                                                |
| NJ 490 + NJ 420 NJ 421 + NJ 491                   | ÖBB                | Vienne - Linz - Cologne - Amsterdam                                                                                     |
| NJ 420 + NJ 490 NJ 491 + NJ 421                   | ÖBB                | Innsbruck - Munich - Hanovre - Hambourg                                                                                 |
| NJ 490 + NJ 420 + EN 424 EN 425 + NJ 421 + NJ 491 | ÖBB                | Vienne - Linz - Aix-la-Chapelle - Liège - Bruxelles                                                                     |
| NJ 456 NJ 457                                     | ÖBB                | Vienne - Wrocław -Francfort-sur-l'Oder - Berlin                                                                         |
| EN 476 + NJ 456 NJ 457 + EN 477                   | MÁV (Partnerbahn)  | Budapest - Bratislava - Wrocław - Francfort-sur-l'Oder - Berlin                                                         |
| NJ 456 + EN 406 EN 407 + NJ 457                   | PKP (Partnerbahn)  | Vienne – Cracovie – Varsovie                                                                                            |
| NJ 233/2 NJ 235/4                                 | ÖBB                | Vienne - Villach - Vérone - Milan                                                                                       |
| EN 295 EN 294                                     | ÖBB                | Munich - Salzbourg - Villach - Bologne - Florence - Rome                                                                |
| NJ 295 + NJ 233/2 NJ 234/5 + NJ 294               | ÖBB                | Munich - Salzbourg - Villach - Vérone - Milan                                                                           |
| NJ 233 + NJ 295 NJ 294 + NJ 234                   | ÖBB                | Vienne - Villach - Bologne - Florence - Rome                                                                            |
| NJ 1237/9 NJ 1234/6                               | ÖBB                | Vienne - Villach - Bologne - Florence - Pise - Livourne Ne circule que de fin mars à début octobre (2 fois par semaine) |
| EN 1253 EN 1252                                   | ŽSSK (Partnerbahn) | Bratislava - Vienne - Zagreb - Split Ne circule que de mi-juin à mi-septembre (2 fois par semaine)                      |
| NJ 468 NJ 469                                     | ÖBB                | Vienne - Meidling - Sankt Pölten - Linz - Salzbourg - Freilassing - Rosenheim - Munich - Karlsruhe - Strasbourg - Paris |

## Matériel roulant

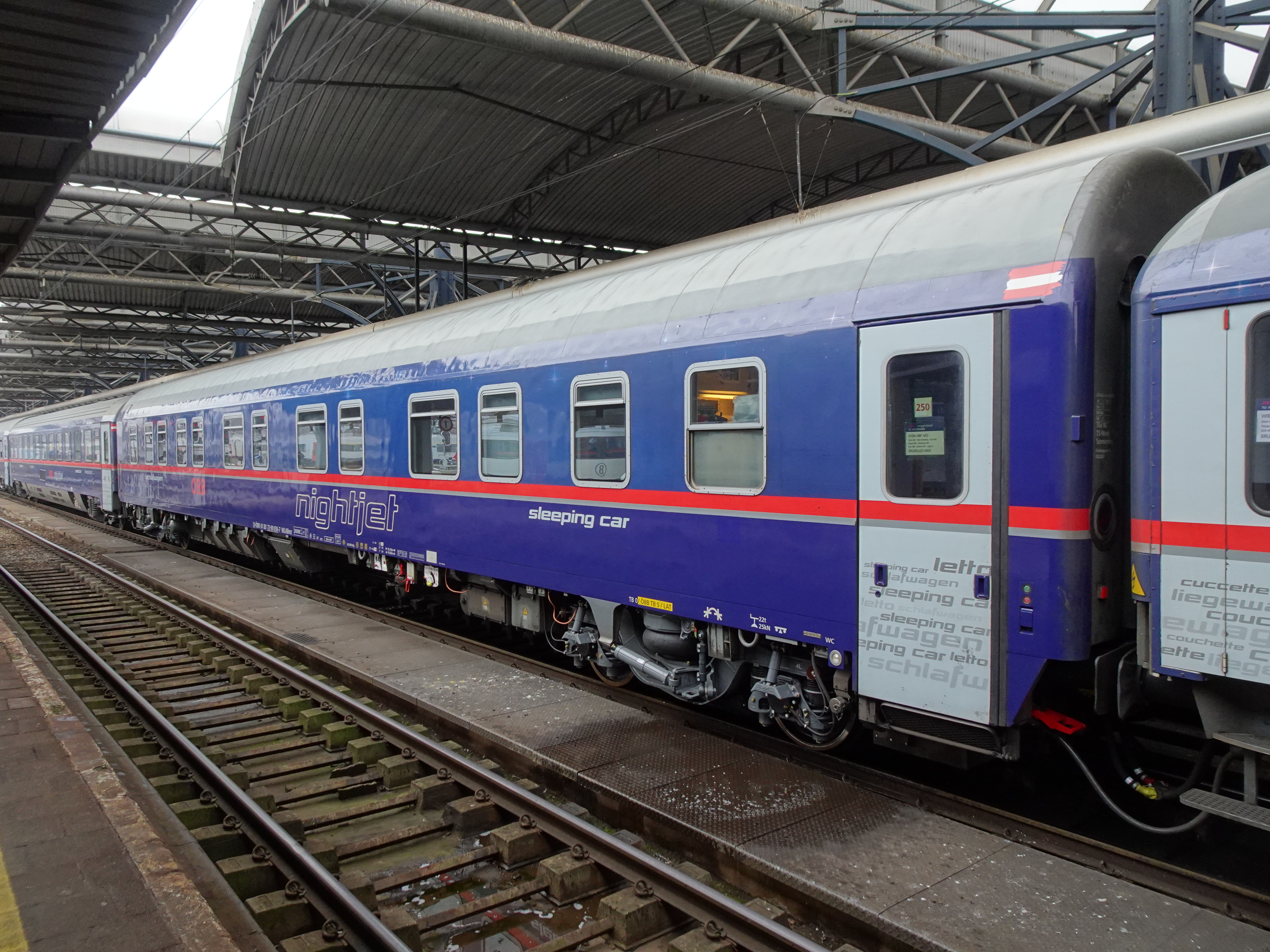
Voiture-lits Nightjet à Bruxelles-Midi.

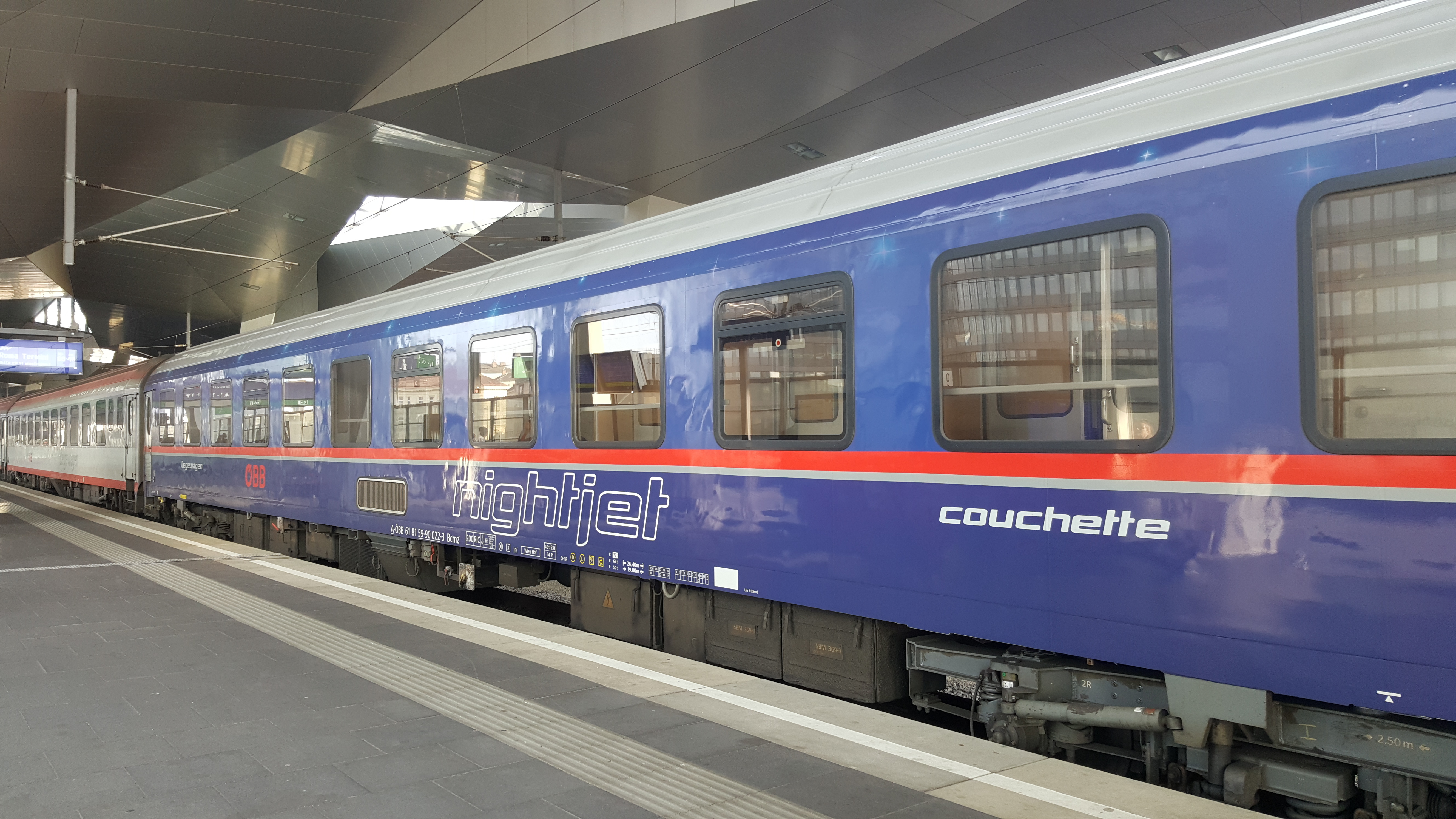
Voiture-couchettes Nightjet à Wien Hauptbahnhof.

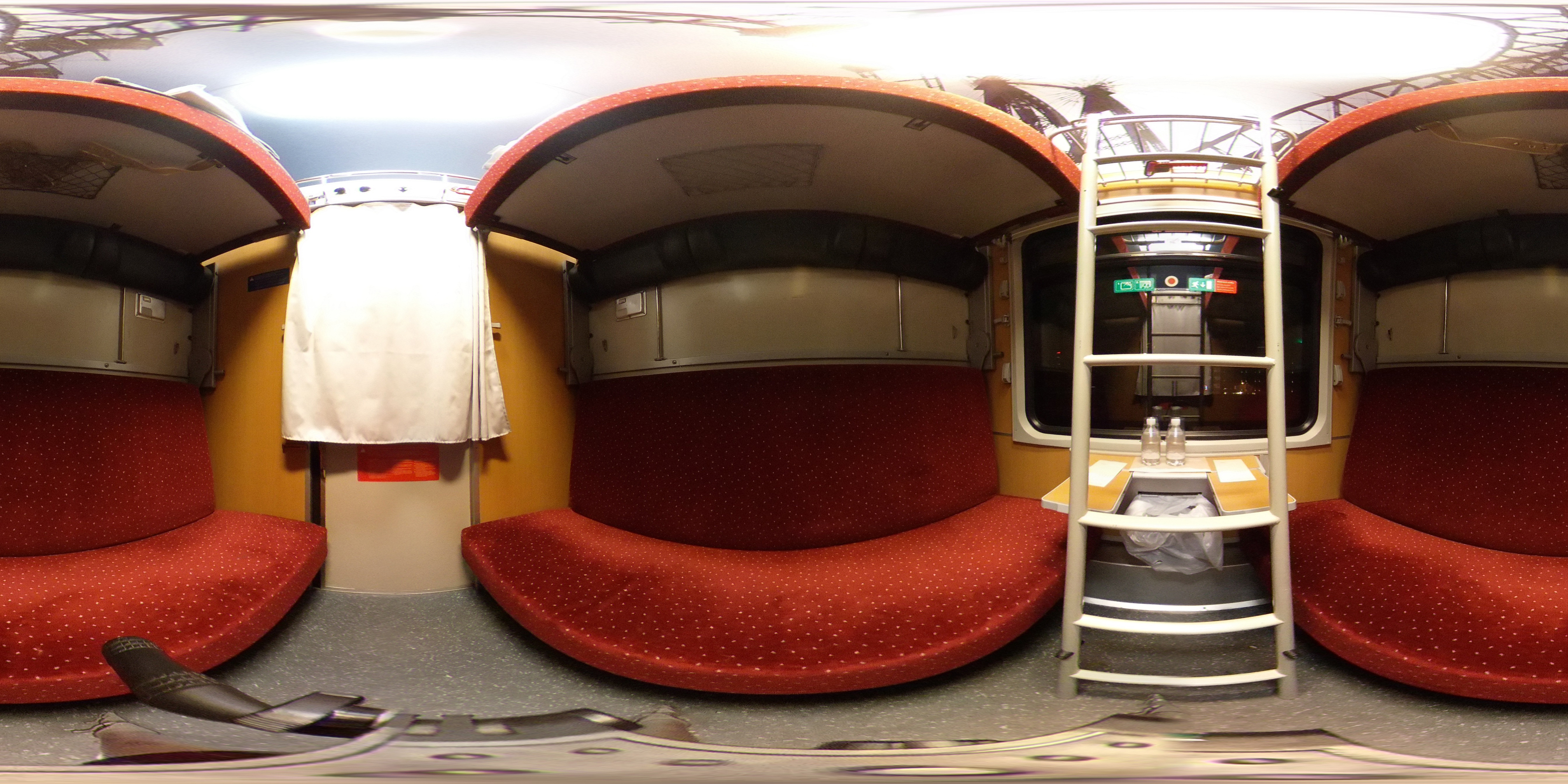
Vue à 360° d'un compartiment couchettes.

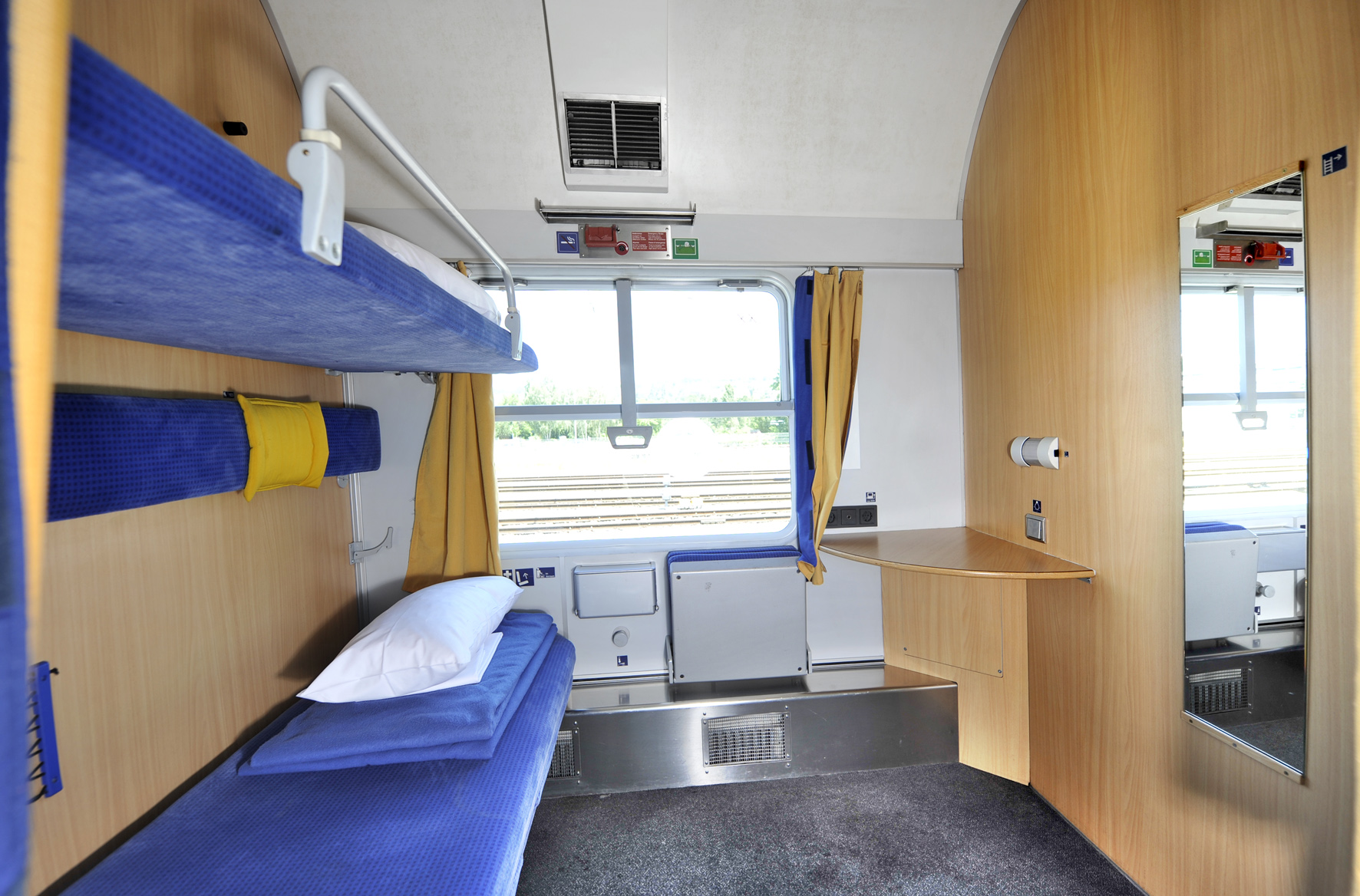
Compartiment accessible aux fauteuils roulants.

Les trains Nightjet possèdent un matériel remorqué dans une livrée spécifique à dominante de bleu. Il s'agit principalement de matériel des ÖBB modernisé ou d'anciennes voitures reprises de CityNightLine,. Certains trains internationaux combinent du matériel Nightjet avec d'autres voitures des réseaux limitrophes (ČD, DB, HŽ, MÁV, PKP, ŽSSK),,.
Les types suivants sont utilisés par Nightjet :
- Voitures de places assises :
  - Bmz 21-91 et Bmz 21-90 : ces voitures de type UIC-Z1, possèdent 11 compartiments de six sièges réglables de seconde classe ainsi que deux toilettes[11],[12]. Les Bmz 21-91 ont été construites entre 1989 et 1992. Les Bmz 21-90 datent de 1980 à 1982, ont été modernisées dans les années 2000 et ne sont pas peintes en livrée Nightjet[13] ; elles sont fréquemment utilisées en remplacement.
- Voitures mixtes :
  - Bbmvz 28-91 : réalisées entre 2007 et 2010 par transformation de voitures allemandes UIC-Z1 de première classe datant de 1982, et à nouveau modifiées en 2016, ces douze voitures possèdent six compartiments de seconde classe (36 places assises), un compartiment couchettes adapté aux personnes à mobilité réduite (deux places), une grande toilette capable de recevoir les fauteuils roulants et un espace pour cinq vélos[14],[15]. Les compartiments, autrefois de première classe, sont plus grands que sur les Bmz.
- Voitures couchettes :
  - Bcmz 59-90 : ces voitures-couchettes construites entre 1981 et 1982 sont les plus nombreuses utilisées par Nightjet. Modernisées entre 2004 et 2010, elles offrent neuf compartiments de six places qui se transforment en 4 ou 6 couchettes ; de part et d'autre se trouvent une paire de toilettes et de petites salles de bains ainsi que des compartiments de service[16],[17].
  - Bcmz 59-91.1 : petite série de 10 voitures UIC-Z1, construites en 1991. Elles possèdent neuf compartiments. À une extrémité se trouve une toilette, deux salles de bains et un compartiment de service ; une seule toilette se trouve à une autre extrémité[18].
  - Bcmz 59-91.2 : autre série de 20 voitures de type Modularwagen, construites de 2000 à 2001. Leur disposition intérieure est proche du modèle précédent[19].
  - Bvcmbz : achetées d'occasion par les ÖBB pour augmenter l'offre pour les personnes à mobilité réduite, ces 15 voitures allemandes, construites entre 1962 et 1967 avaient été réaménagées dans les années 2000 avec neuf compartiments couchettes ordinaires et un grand compartiment de deux places pour les personnes à mobilité réduite ; une toilette adaptée aux fauteuils roulants occupe une extrémité tandis que l'autre possède un compartiment de service, une toilette et deux petites salles de bain[20].
- Voitures lits :
  - WLABmz : réalisées entre 2003 et 2005, elles possèdent neuf compartiments lits et trois compartiments de luxe avec une salle de douche au lieu d'un lavabo[21]. Chaque compartiment peut accueillir de 1 à 3 personnes.
  - WLABmz : construites en 1995, un unique couloir donne accès à des cabines réparties sur deux étages. Deux versions existent[22],[23] :
    - une version dotée à l'étage supérieur de huit compartiments de deux lits et, à l'étage inférieur, de huit compartiments de deux lits ainsi que deux compartiments, accessibles de plain-pied, possédant quatre lits ;
    - une version plus luxueuse dont l'étage supérieur possède quatre grands compartiments "luxe" (de deux lits et une cabine douche) ainsi qu'un compartiment ordinaire de deux lits ; l'étage inférieur est identique aux autres modèles.

En août 2018, après appel d'offres européen, la compagnie ferroviaire autrichienne OBB a acheté au constructeur allemand Siemens Mobility 700 nouveaux wagons-lits Nightjet d'un montant de 375 millions d'€. En février 2021, Siemens a dévoilé la nouvelle génération de trains de nuit Nightjet dont chaque voiture-pilote a une face avant similaire à celle des locomotives Vectron,,.

Aménagement voitures
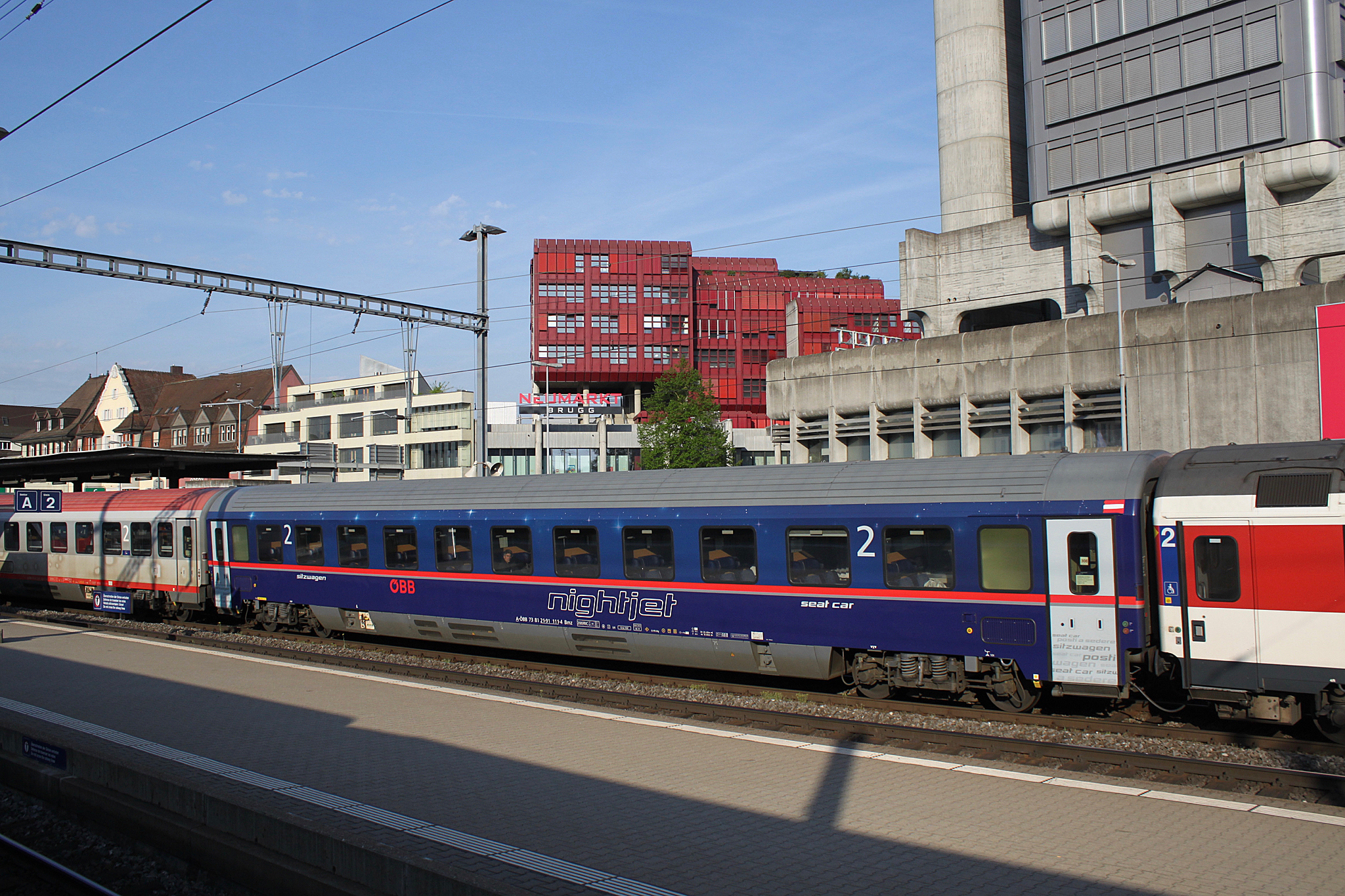
Voiture à places assises.
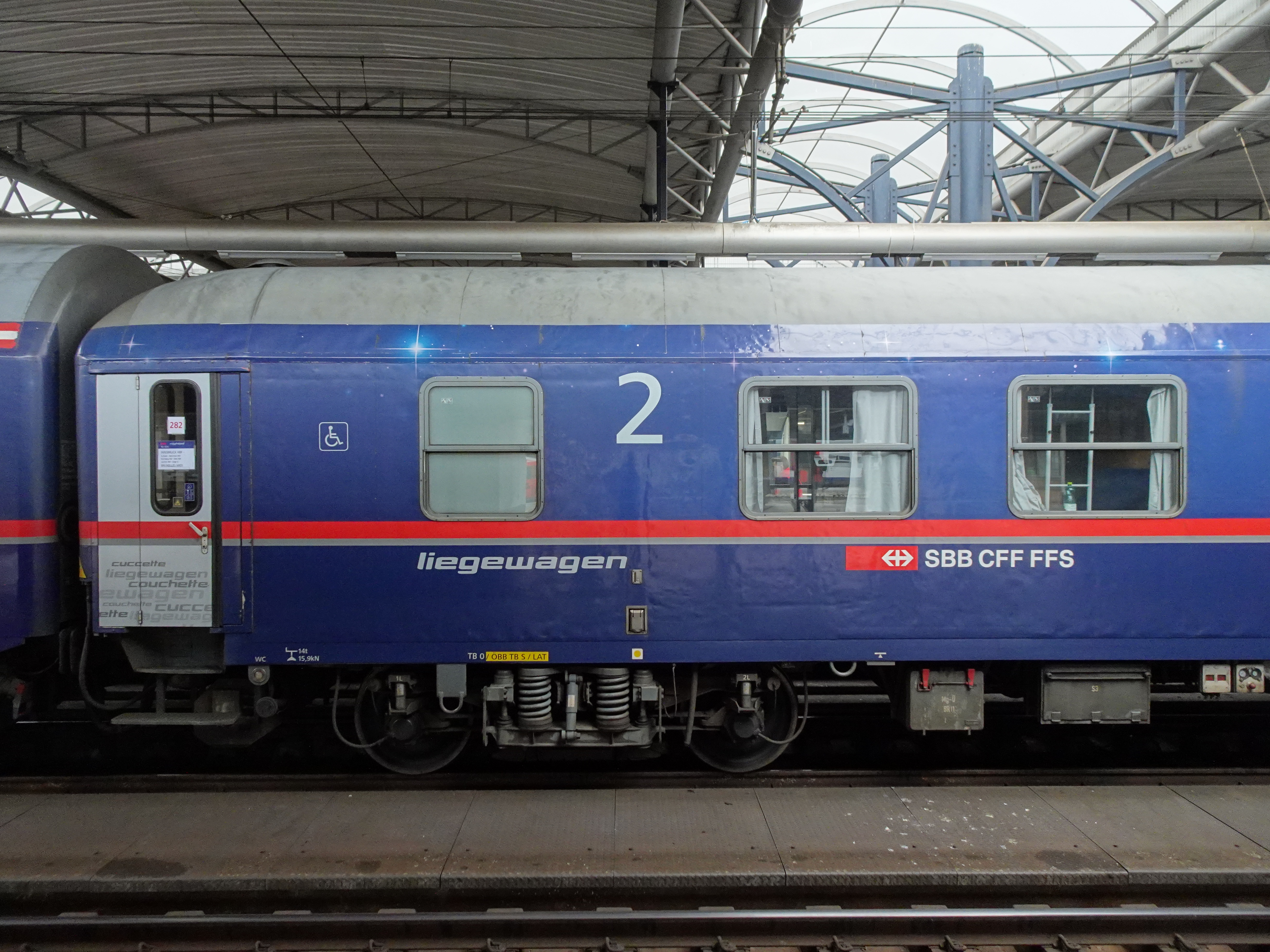
Voiture-couchettes aménagée handicap.
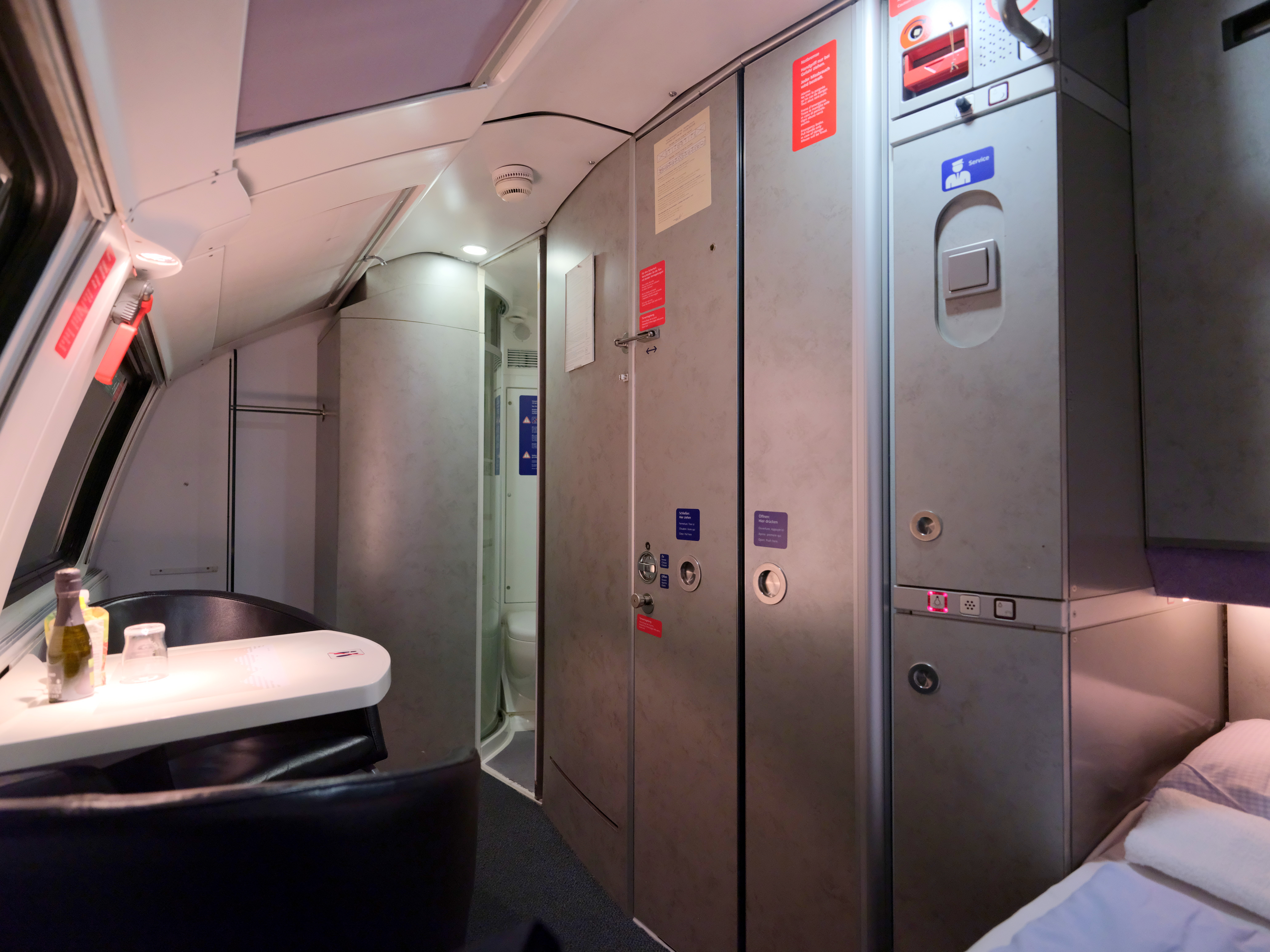
Compartiment Deluxe voiture 2 étages.

## Perspectives d'avenir
Au cours de la première année d'exploitation, Nightjet a transporté 1 700 000 voyageurs. Son chiffre d'affaires représente un cinquième du chiffre d’affaires grandes lignes d’ÖBB et l'activité est bénéficiaire. ÖBB, qui veut la développer, va passer commande de 13 nouveaux trains de nuit et transformer des voitures de places assises en couchettes pour un budget de 140 millions d’euros.
En octobre 2019, ÖBB annonce la création d'une relation entre Vienne et Bruxelles en janvier 2020 ainsi que la relance d'une liaison entre l'Autriche et Trieste. La première liaison arrive à Bruxelles le 20 janvier 2020. Le premier train de nuit Nightjet entre Vienne et Paris est inauguré le 13 décembre 2021 et celui dans le sens inverse le lendemain.
En 2023, la liaison entre Paris et Berlin reprend du service. Elle est opérée conjointement par la SNCF, la DB et la ÖBB.
Un accord pour un projet d'extension des lignes à l'échelle européenne est signé en 2020 entre la SNCF, la ÖBB, la Deusche Bahn et les CFF. Il prévoit de relier treize villes européennes en 2024 : Vienne, Munich, Paris, Zurich, Cologne, Amsterdam, Berlin, Bruxelles et Barcelone. Il s'agit de l'une des premières initiatives qui accompagnent l'officialisation d'une Année Européenne du Rail pour l'année 2021.